# Strzeczona
Strzeczona – wieś w Polsce, położona w województwie pomorskim, w powiecie człuchowskim, w gminie Debrzno.
W latach 1945–54 siedziba gminy Strzeczona. W latach 1975–1998 miejscowość administracyjnie należała do województwa słupskiego.

## Intregralne części wsi
| SIMC    | Nazwa  | Rodzaj     |
| ------- | ------ | ---------- |
| 0743876 | Kamień | przysiółek |

## Zabytki
Według rejestru zabytków NID na listę zabytków wpisany jest szachulcowy kościół filialny pw. św. Wawrzyńca z XVIII w., nr rej.: A-174 z 23.02.1958.